# Ariocarpus bravoanus
Ariocarpus bravoanus är en kaktusväxtart som beskrevs av Héctor Manuel Hernández och Edward Frederick Anderson. Ariocarpus bravoanus ingår i släktet Ariocarpus och familjen kaktusväxter.

## Underarter
Arten delas in i följande underarter:
- A. b. bravoanus
- A. b. hintonii

## Bildgalleri

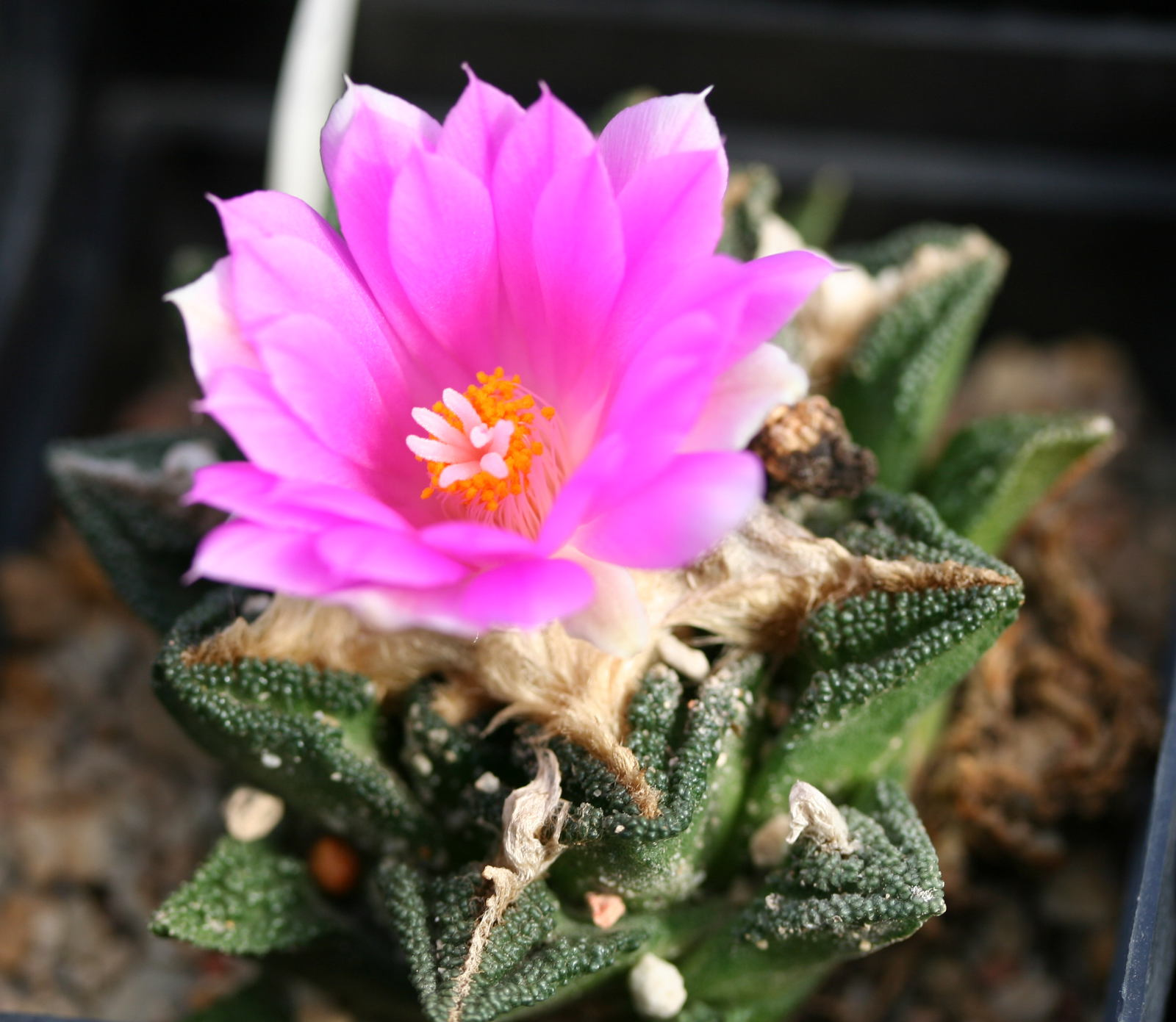